# Путиловка (Ульяновська область)
Путиловка (рос. Репьёвка Колхозная) — село в Майнському районі Ульяновської області Російської Федерації.
Населення становить 613 осіб. Входить до складу муніципального утворення Майнське міське поселення.

## Історія
Від 2004 року входить до складу муніципального утворення Майнське міське поселення.

## Населення
| 2010 |
| ---- |
| 613  |